# Felisacus
Felisacus is een geslacht van wantsen uit de familie van de Miridae (Blindwantsen). Het geslacht werd voor het eerst wetenschappelijk beschreven door William Lucas Distant in 1904.

## Soorten
Het genus bevat de volgende soorten:

- Felisacus adamsi Carvalho, 1956
- Felisacus amboinae Woodward, 1954
- Felisacus auritulus Distant, 1913
- Felisacus australicus Namyatova & Cassis, 2016
- Felisacus bellus C.S. Lin, 2008
- Felisacus capitatus Miyamoto, 1965
- Felisacus carpenterae Hsiao, 1944
- Felisacus crassicornis Usinger, 1946
- Felisacus curvatus Hu & L.Y. Zheng, 2001
- Felisacus dauloi Woodward, 1958
- Felisacus elegantulus (Reuter, 1904)
- Felisacus filicicola (Kirkaldy, 1908)
- Felisacus filicola Kirkaldy, 1908
- Felisacus glabratus (Motschulsky, 1863)
- Felisacus gressitti Miyamoto, 1965
- Felisacus insularis Miyamoto, 1965
- Felisacus jacobsoni Poppius, 1914
- Felisacus lambkinae Namyatova & Cassis, 2016
- Felisacus longiceps Poppius, 1915
- Felisacus lordhowensis Namyatova & Cassis, 2016
- Felisacus madagascariensis Poppius, 1912
- Felisacus magnificus Distant, 1904
- Felisacus minutus Carvalho, 1981
- Felisacus nigrescens Carvalho, 1981
- Felisacus nigricornis Poppius, 1912
- Felisacus ochraceus Usinger, 1946
- Felisacus okinawanus Miyamoto, 1965
- Felisacus philippinensis Hsiao, 1944
- Felisacus rubricuneus Carvalho, 1956
- Felisacus usingeri Woodward, 1954